# Patuxai
Patuxai (laoški: ປະ ຕູ ໄຊ, što doslovno znači „Trijumfalna vrata“) je ratni spomenik u središtu Vientianea u Laosu.
Prije se zvao spomenik "Anousavary" ili "Anosavari", a na francuskom poznat je kao spomenik "Aux Morts". Gradio se između 1957. i 1968. Patuxai je posvećena onima, koji su se borili u borbi za neovisnost Laosa od Francuske. Romanizirano ime prevedeno s laoškoga jezika, različito se transliteralizira kao: Patuxai, Patuxay, Patousai ili Patusai. Također je poznat kao Patuxai slavoluk ili Slavoluk pobjede mjesta Vientianea, jer podsjeća na Slavoluk pobjede u Parizu. Ukrašen je mitološkim bićima poput kinnare (pola žena, pola ptica). 
Spomenik je izgrađen korištenjem američkih sredstava i cementom namijenjenim za izgradnju nove zračne luke. Spomenik je zato dobio nadimak "vertikalna pista". 
Dizajnirao ga je Tham Sayasthsena, laoški arhitekt. Godine 1957., njegov rad izabran je na državnom natječaju. Tham je dobio 30,000 laoških kipa (laoška valuta) za svoj rad. Trošak izgradnje procijenjen je na 63 milijuna kipa. 
Godine 1975., komunistički pokret Pathet Lao preuzeo je vlast porazivši drevnu laošku monarhiju. Preimenovali su spomenik Patuxai u čast svoje pobjede.